# Zaozierje (rejon diemidowski)
Zaozierje
Zaozierje (ros. Заозерье), Szyszy (ros. Шиши) – wieś (ros. деревня, trb. dieriewnia) w zachodniej Rosji, w osiedlu wiejskim Zaborjewskoje rejonu diemidowskiego w obwodzie smoleńskim.

## Geografia
Miejscowość położona na zachodnim brzegu jeziora Dgo, 3,5 km od drogi regionalnej 66N-0506 (Prżewalskoje – Jewsiejewka), 22 km od centrum administracyjnego osiedla wiejskiego (Zaborje), 37,5 km od centrum administracyjnego rejonu (Diemidow), 90 km od stolicy obwodu (Smoleńsk), 51 km od granicy z Białorusią.
W granicach miejscowości znajduje się ulica Lesnaja (6 posesji).

## Demografia
W 2010 r. miejscowość zamieszkiwała 1 osoba.

## Historia
W czasie II wojny światowej od lipca 1941 roku dieriewnia była okupowana przez hitlerowców. Wyzwolenie nastąpiło we wrześniu 1943 roku.
Do 1963 roku miejscowość nosiła nazwę „Szyszy”.
Na mocy uchwały z dnia 28 maja 2015 roku wszystkie miejscowości (w tym Zaozierje) zlikwidowanej jednostki administracyjnej Bakłanowskoje weszły w skład osiedla wiejskiego Zaborjewskoje.